# Stürza

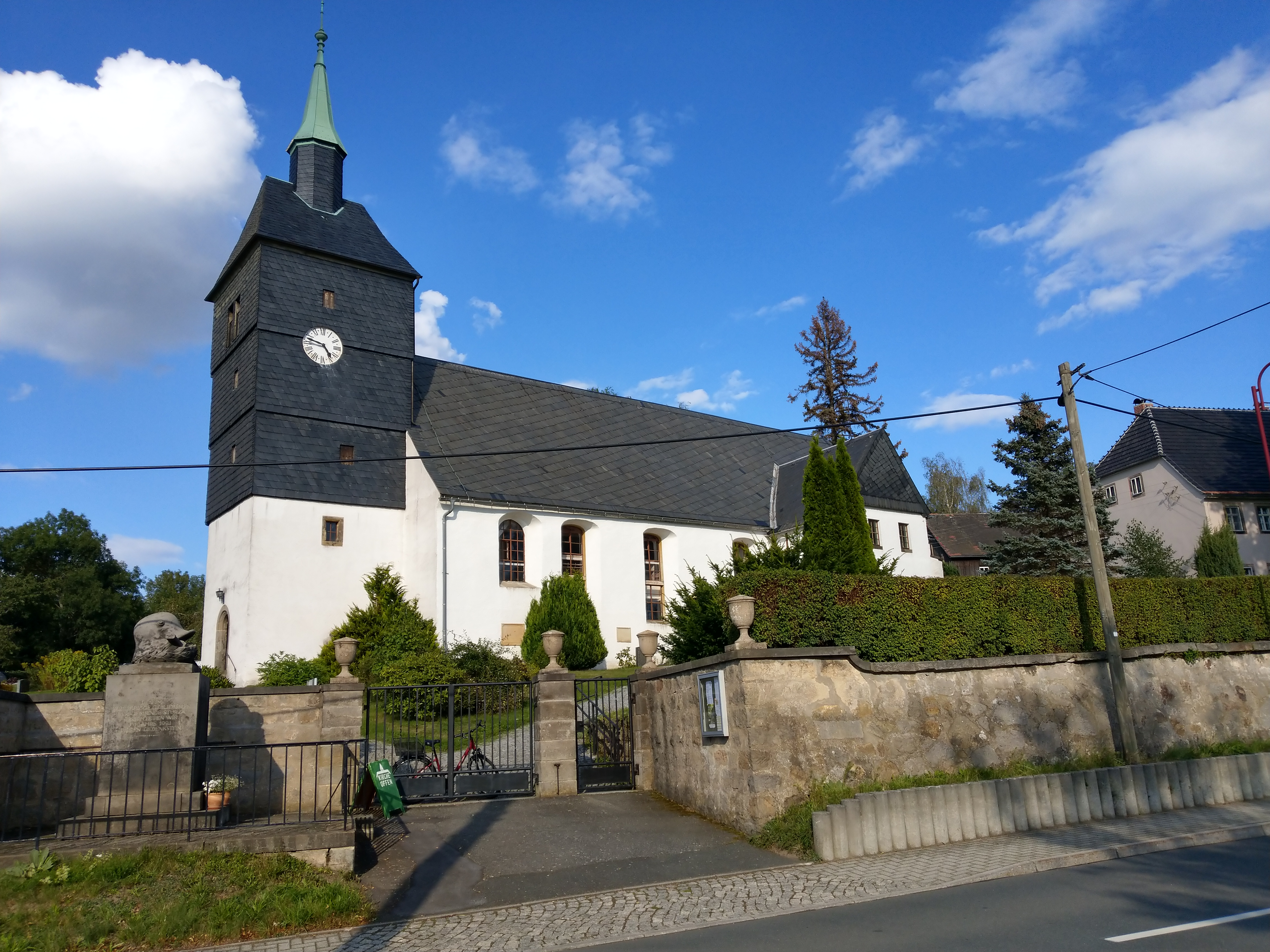
Stürzaer Kirche

Stürza ist ein Ortsteil der Gemeinde Dürrröhrsdorf-Dittersbach, die zum Landkreis Sächsische Schweiz-Osterzgebirge in Sachsen gehört. Der Ort wurde 1386 erstmals als „Stercze“ erwähnt und gehört seit 1994 zu Dürrröhrsdorf-Dittersbach.

## Geographie
Der Ortsteil befindet sich etwa fünf Kilometer südöstlich von Dürrröhrsdorf und Dittersbach sowie rund zehn Kilometer nordöstlich der Kreisstadt Pirna. Das Zentrum der Landeshauptstadt Dresden liegt etwa 24 Kilometer in westlicher Richtung. Stürza ist auf 285 m ü. NHN in einer Senke am nördlichen Rand der Sächsischen Schweiz gelegen, die sich als Teil des Elbsandsteingebirges bis an die tschechische Grenze erstreckt. Die Stürza umgebenden Flächen werden überwiegend landwirtschaftlich genutzt, südlich des Ortes erstreckt sich ein großes Waldstück, das geschlossen bis an die Elbe bei Stadt Wehlen heranreicht. Östlich von Stürza ist das Polenztal mit den Märzenbecherwiesen gelegen. Charakteristisch für den Ort sind die zahlreichen Dreiseithöfe, vereinzelt existieren auch Vierseitbauernhöfe in Stürza.
Auf einem Feld zwischen Stürza und dem Nachbarort Heeselicht entspringt der Stürzaer Bach (⊙). Er fließt in nordwestlicher Richtung durch das Dorf und anschließend durch Dobra und Dürrröhrsdorf. In Dittersbach mündet der Stürzaer Bach in die Wesenitz, einen Nebenfluss der Elbe (⊙). Durch Stürza führt die sächsische Staatsstraße 161. Sie beginnt in Eschdorf an der Staatsstraße 177, führt dann durch Dürrröhrsdorf-Dittersbach und Stürza bis zwischen die Städte Stolpen und Neustadt in Sachsen, wo sie an der Staatsstraße 159 endet. Östlich Stürzas endet außerdem die Staatsstraße 163 von Bad Schandau kommend an der S 161.
Stürza bildet eine eigene 7,3 km² große Gemarkung, die im Nordwesten an die Gemarkungen Niederhelmsdorf und Oberhelmsdorf grenzt (beide zu Stolpen). Im Norden schließt sich die Stolpener Altstadt an, nordöstlich benachbart ist Langenwolmsdorf. Östlich von Stürza ist Heeselicht gelegen (beide zu Stolpen), im Südosten grenzt das Dorf Hohburkersdorf mit seiner Gemarkung an Stürza, im Süden ist zudem Rathewalde benachbart (beide zu Hohnstein). Die südwestliche Begrenzung der Gemarkung bildet Lohmen, im Westen ist der Dürrröhrsdorf-Dittersbacher Ortsteil Dobra angrenzend.

## Geschichte
| Jahr             | Einwohner |
| ---------------- | --------- |
| 1834             | 465       |
| 1871             | 534       |
| 1890             | 535       |
| 1910             | 596       |
| 1925             | 603       |
| 1933             | 590       |
| 1939             | 567       |
| 1946             | 658       |
| 1950             | 654       |
| 1964             | 538       |
| 1990             | 763       |
| 1993             | 761       |
| → D.-Dittersbach |           |

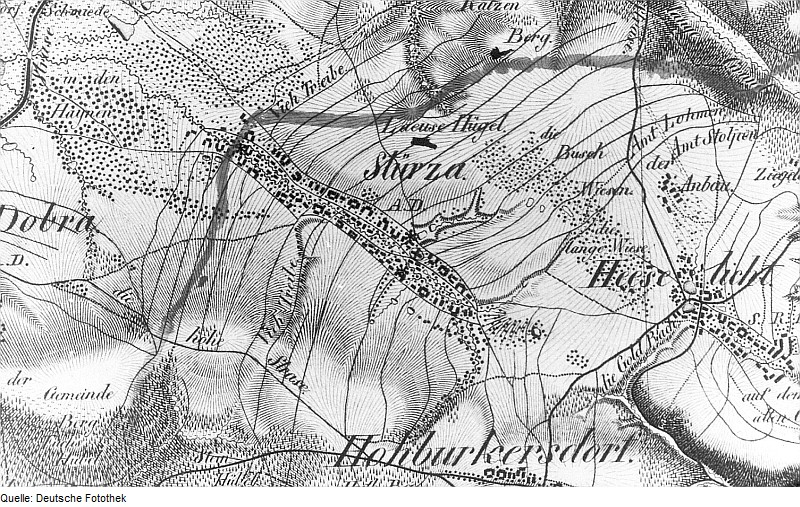
Stürza und Umgebung im Topographischen Atlas des Königreiches Sachsen, 1821/1822

Das Dorf fand erstmals im Jahr 1386 als Stercze Erwähnung. Im 15. Jahrhundert wurde es Stircz (1427) oder Stertz (1472) genannt. Die Namensvarianten Stortz (1515), Sturtzen (1553), Sturtze (1562) und Stürtze (1567) waren im 16. Jahrhundert bei der Bevölkerung geläufig. Im Jahr 1791 ist dann Stürza als gängige Schreibung des Ortsnamens überliefert.
Stürza hat eine wechselvolle Verwaltungsgeschichte hinter sich. Das Dorf gehörte im 15. Jahrhundert zur Pflege Hohnstein. Zwischen dem 16. und dem 18. Jahrhundert unterstand es dem Amt Lohmen, zu Beginn des 19. Jahrhunderts war Stürza dann dem Amt Hohnstein zugehörig. Im Jahr 1856 änderte sich die Verwaltungszugehörigkeit erneut, sie ging auf das Gerichtsamt Hohnstein über, ab 1875 wurde Stürza dann von der Amtshauptmannschaft Pirna aus verwaltet. Bevor Stürza 1838 durch die Sächsische Landgemeindeordnung Eigenständigkeit als Landgemeinde erhielt, war der Ort durch das Lehnswesen geprägt. Der sächsische Fürst (Stürza war Amtsdorf) übte 1547 die Grundherrschaft über 36 besessene Mann, einen Häusler und 25 Inwohner aus, die 27 1⁄2 Hufen Land bewirtschafteten. Nach dem Ende des Siebenjährigen Krieges (1756–1763) war er Grundherr für 36 besessene Mann und 24 Häusler auf 28 1⁄4 Hufen zu je 13–14 Scheffel.
Im Jahr 1900 erstreckte sich um das Waldhufendorf Stürza eine 734 Hektar große Waldhufenflur, die von der Bevölkerung des Dorfes landwirtschaftlich genutzt wurde. Ein Adressbuch aus dem Jahr 1912 führt Stürza betreffend 127 Einträge, darunter neben Landwirten viele Handwerker sowie einige Fabrikarbeiter. Ortsrichter war Oswin Forker. Die Einwohnerzahl stieg zwischen 1834 und 1910 von 465 auf 596 an. Mitte der 1920er Jahre lebten 603 Menschen in Stürza, von denen 592 der evangelisch-lutherischen Kirchgemeinde im Ort angehörten. Fünf Personen im Dorf waren katholisch, die übrigen sechs anderer oder keiner Religion. 
 Die Pfarrkirche ist vermutlich schon 1346, 40 Jahre vor der Ersterwähnung Stürzas, erbaut worden. Sie erhielt 1847 eine Herbrig-Orgel, an die nur noch das Gehäuse erinnert. Stürza ist eine Station an der Herbrig-Orgelstraße. Zum Kirchspiel Stürza-Rathewalde gehören heute Heeselicht, Hohburkersdorf, Dobra und Rathewalde.
Die inzwischen Landkreis genannte Amtshauptmannschaft Pirna kam nach dem Zweiten Weltkrieg in die Sowjetische Besatzungszone und 1949 zur DDR. Die seit 1875 bestehende Zugehörigkeit zu Pirna blieb nach der Gebietsreform 1952 nicht erhalten. Stürza wurde als selbstständige Gemeinde dem Kreis Sebnitz im Bezirk Dresden zugeordnet. Das bäuerliche Leben im Ort wurde nun nach dem Prinzip der Landwirtschaft in der DDR ausgerichtet. Zum 1. April 1974 wurde der Nachbarort Dobra nach Stürza eingemeindet.
Nach der Deutschen Wiedervereinigung kam Stürza zum wiedergegründeten Freistaat Sachsen. Da die Gemeinde mit ihren knapp 760 Einwohnern zu klein war, um weiterhin eigenständig bleiben zu können, wurde sie mit Wirkung zum 1. Januar 1994 nach Dürrröhrsdorf-Dittersbach eingemeindet. Als Ortsteil dieser Gemeinde bildet Stürza eine Ortschaft mit fünfköpfigem Ortschaftsrat. Die folgenden Gebietsreformen in Sachsen ordneten Dürrröhrsdorf-Dittersbach 1994 dem Landkreis Sächsische Schweiz und 2008 dem Landkreis Sächsische Schweiz-Osterzgebirge zu.
Das ehemalige Erbgericht Stürza ist heute eine Gaststätte.

## Persönlichkeiten
- Georg Rühle (* 10. Oktober 1896 in Stürza; † 27. Februar 1944 in Dresden), Pfarrer